# Dekanat Zmartwychwstania Pańskiego (eparchia moskiewska miejska)
Dekanat Zmartwychwstania Pańskiego – jeden z 26 dekanatów eparchii moskiewskiej miejskiej Rosyjskiego Kościoła Prawosławnego. Obejmuje cerkwie położone w dzielnicach Goljanowo, Izmajłowo Siewiernoje, Mietrogorodok, Prieobrażenskoje, Sokolinaja gora, Sokolniki. Funkcjonuje w nim piętnaście cerkwi parafialnych miejskich, dwie cerkwie i dwie kaplice wojskowe, trzy świątynie szpitalne, kaplica-grobowiec oraz kaplica przy sądzie miejskim.
Dekanat, obok dekanatu Narodzenia Pańskiego, jest częścią wikariatu wschodniego eparchii moskiewskiej miejskiej, nadzorowanego przez biskupa oriechowo-zujewskiego Pantelejmona. Funkcję dziekana pełni protoprezbiter Aleksandr Daskajew.

## Cerkwie w dekanacie[4]
- Cerkiew Narodzenia św. Jana Chrzciciela
- Cerkiew Przemienienia Pańskiego – główna świątynia rosyjskich Wojsk Lądowych
- Cerkiew Przemienienia Pańskiego
- Cerkiew św. Aleksandra Świrskiego
- Cerkiew św. Andrzeja
- Cerkiew św. Dymitra Sołuńskiego
- Cerkiew św. Dymitra Sołuńskiego
- Cerkiew św. Eliasza

cerkiew filialna Spotkania Pańskiego na terenie zakładów „Satori”
dwie kaplice św. Jerzego – wojskowe, wojsk wewnętrznych
- Cerkiew św. Hermogena
- Cerkiew św. Łukasza (Wojno-Jasienieckiego)
- Cerkiew św. Mikołaja
- Cerkiew św. Sawy Storożewskiego
- Cerkiew Świętych Zozyma i Sawwacjusza Sołowieckich
- Cerkiew Zmartwychwstania Pańskiego
- Cerkiew Zmartwychwstania Pańskiego
- Cerkwie św. Eliasza i Zwiastowania przy sztabie Wojsk Powietrznodesantowych Federacji Rosyjskiej
- Cerkiew św. Mikołaja przy centrum walki z gruźlicą
- Cerkiew Trójcy Świętej przy szpitalu dziecięcym św. Włodzimierza w Sokolnikach
- Cerkiew św. Pantelejmona przy szpitalu zakaźnym nr 2
- kaplica nagrobna ks. Aleksieja Kołyczewa na cmentarzu Bogorodskim
- kaplica św. Mikołaja przy sądzie miejskim